# Radwerk

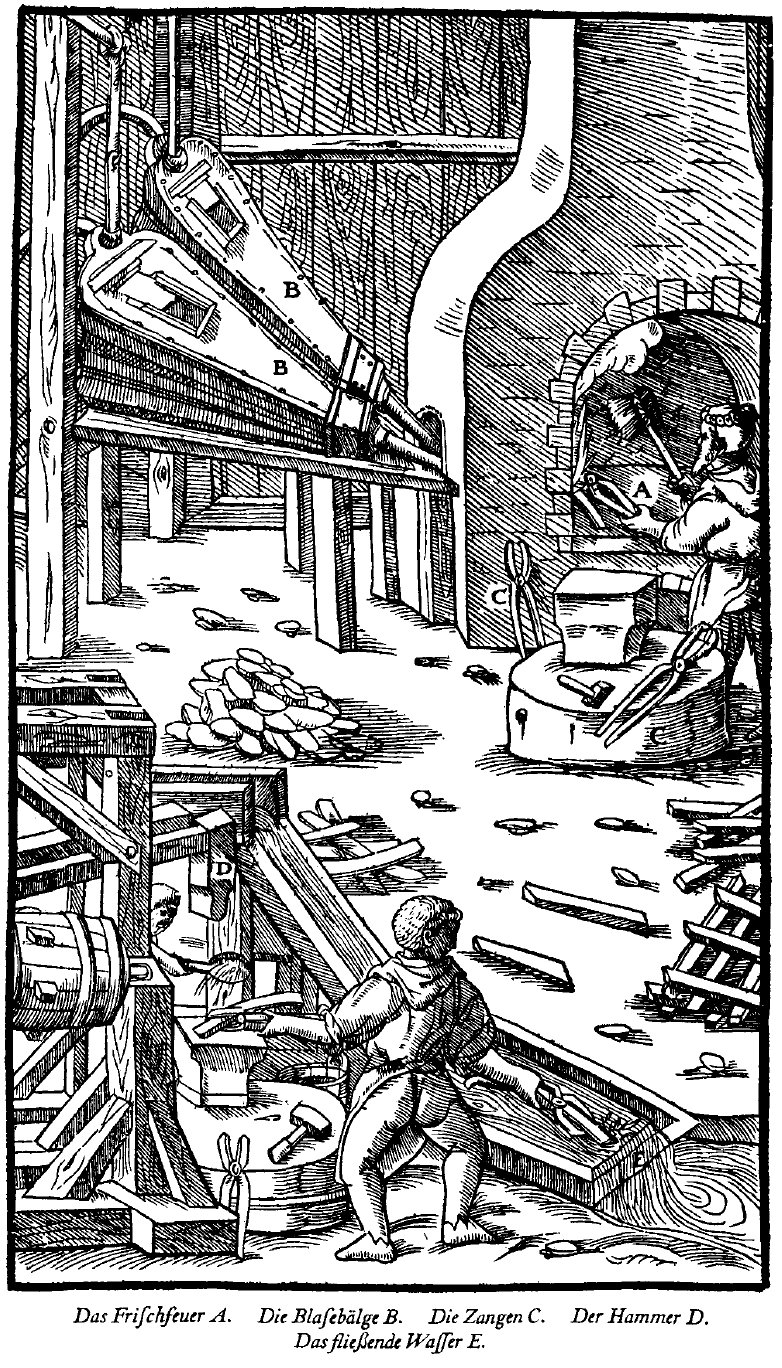
Sinnbild der durch Wasserräder angetriebenen Blasebälge zu einem Radwerk.

Ein Radwerk war ein im Mittelalter entwickelter und ungefähr bis zum Jahre 1900 verwendeter, heute technisch überholter Hochofentyp. Diese Hochöfen dienten der Eisengewinnung. Als Brennmaterial wurde Holzkohle eingesetzt. Um für die Eisenerzeugung möglichst hohe Temperaturen in den Schmelzöfen zu erzielen, wurde Luft mit Hilfe von Blasebälgen eingeblasen. Diese Blasebälge wurden zuerst mit Tretwerken und ab dem 13. Jahrhundert mit Wasserrädern betrieben. Daher lagen diese Schmelzhütten immer an Flüssen oder Bächen und ein typisches Bauelement war das Wasserrad, worauf der Ausdruck „Radwerk“ für eine solche selbständige Schmelzanlage zurückgeht. Die Radwerke entsprechen vergleichsweise den in einigen deutschen Regionen bekannten vorindustriellen Eisenproduktionsstätten, die dort Reitwerke (Reidtwerke, Reidewerke) und deren Betreiber Reidemeister (Reitmeister, Reidtmeister, Raitmeister) genannt wurden.
Eine andere Bezeichnung für ein Radwerk ist Blähhaus oder Blahhaus. Blähen kommt von blasen, damit ist das Einblasen der Luft in den Hochofen durch die Blasbälge gemeint. Die Blahhausleute, auch Bleier oder Bläher genannt, haben die Befüllung des Schmelzofens und den Schmelzvorgang durchgeführt und kontrolliert.
Die Besitzer der Radwerke wurden Radmeister genannt.
In der Steiermark sind zahlreiche Radwerke historisch belegt und sie profitierten von dem Erzvorkommen am Erzberg bei der Stadt Eisenerz in der Gebirgsgruppe der Eisenerzer Alpen. Das letzte seiner Art, das Radwerk IV in Vordernberg, wurde 1911 eingestellt. Hier kann man heute zwei dieser ursprünglich 14 Radwerke in einem Industriemuseum besichtigen. Dazu gehören das komplett erhaltene Radwerk IV sowie der steinerne Ofenstock und das Gebläsehaus vom Radwerk III. Dieses beherbergt auch den frühesten Typ einer Dampfmaschine auf österreichischem Boden. Weiters stehen in Vordernberg auch noch die Reste des Radwerks I und auch der Ofenstock des Radwerks X.